# Albatross (Big Wreck)
Albatross è il terzo album in studio del gruppo rock canadese-statunitense Big Wreck, pubblicato nel 2012.

## Tracce
1. Head Together – 3:54
2. A Million Days – 4:25
3. Wolves – 4:13
4. Albatross – 4:14
5. Glass Room – 4:57
6. All is Fair – 5:08
7. Control – 6:35
8. Rest of the World – 2:51
9. You Caught My Eye – 5:29
10. Do What You Will – 3:37
11. Time – 4:06

## Formazione
- Ian Thornley – voce, chitarra, tastiera
- Brian Doherty – chitarra
- Paulo Neta – chitarra
- David McMillan – basso
- Brad Park – batteria, percussioni